# Cal Sec del Mas
Cal Sec del Mas és una obra de Calafell (Baix Penedès) protegida com a bé cultural d'interès local.

## Descripció
Es tracta d'un immoble entre mitgeres de planta trapeziforme, amb planta baixa i dues plantes altes, amb coberta de dos aiguavessos amb el carener paral·lel a les façanes. Disposa d'un pati a la part posterior. La façana principal és al costat nord-oest. La distribució de les obertures és ordenada a partir d'eixos de simetria. A la planta baixa hi ha dos portals amb arc que han estat modificats. Al primer pis hi ha dos balcons amb una gran llosana de pedra motllurada amb una cartel·la a la part central. Les obertures dels balcons són tancades amb persianes de llibret de fusta. Al segon pis hi ha dos balcons més petits, amb llosanes individuals, els quals tenen persianes enrotllables de fusta. Al damunt d'aquests hi ha unes obertures semicirculars, actualment tapiades amb envans de rajola. A la part superior de la façana hi ha una cornisa motllurada de maons amb unes mènsules quadrangulars i un ampit al damunt. La façana és arrebossada i pintada de color blanc.
El sistema constructiu és de tipus tradicional amb murs de càrrega i sostres unidireccionals, probablement, de bigues de fusta. La coberta és de teula àrab. Els murs són de maçoneria unida amb morter de calç. Les obertures són fetes amb peces de maó massís. Les llosanes dels balcons són de pedra tallada d'origen local.